# 佐美他平
佐美他平（英语：Zometapine，开发代号：CI-781）是一种抗抑郁药，是吡唑并二氮䓬衍生物。其分子结构与噻吩并二氮䓬类药物非常相似，并与其他抗抑郁药物类别无关。